# Kaempferia elegans
Espèce
Classification phylogénétique
Kaempferia elegans est une espèce de plante du genre Kaempferia et de la famille des Zingiberaceae.

## Description

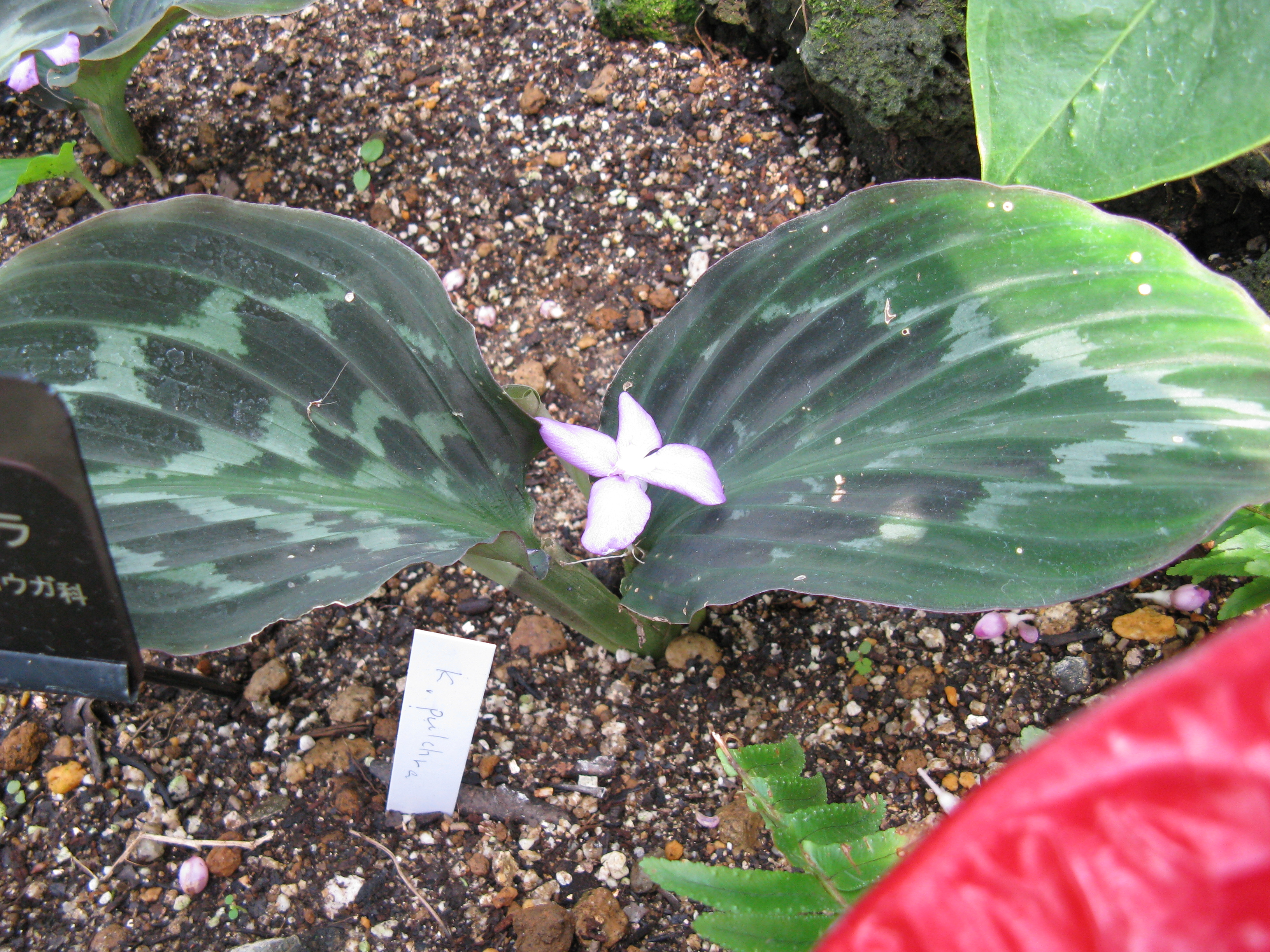
Fleur.

## Synonymes
- Kaempferia pulchra Ridl Jacq., (1899)